# Kamil Klier
Kamil Klier (ur. 1995 we Wrocławiu) – polski aktor filmowy i telewizyjny. Występował w roli Felixa Polona w filmie Felix, Net i Nika oraz Teoretycznie Możliwa Katastrofa.
Aktor w swoim dorobku ma przede wszystkim role w serialach telewizyjnych takich jak: Policjantki i policjanci, Na dobre i na złe czy Tango z aniołem. Klier grał również w filmie Lejdis.